# Košumberk
Košumberk je dnes z větší části zřícenina gotického hradu založeného ve druhé polovině 13. století nad údolím říčky Novohradky v okrese Chrudim, na kopci Košumberk (374 m n. m.). Jediná zachovalá část je purkrabství, kde je také muzeum. Hrad leží asi 10 km na jihozápad od Vysokého Mýta, 6 km severozápadně od Skutče a patří do správy města Luže.

## Historie
Založení hradu je odhadováno na druhou polovinu 13. století (nejstarší dendrochronologicky datované dřevo bylo skáceno po roce 1255), první písemné zmínky jsou z roku 1312. Roku 1372 jsou uváděni jako vlastníci páni z Chlumu, zakladatelé rodu Slavatů (Slavatové z Chlumu a Košumberka). Ti hrad přestavěli do pozdně gotického stylu. V roce 1573 hrad vyhořel. Zhruba v roce 1600 zde byl přistavěn velký renesanční zámek, který se stal v roce 1684 majetkem jezuitů, kteří zde zřídili kostel i svou rezidenci.
Koncem 18. století je uváděn jako pustý a postupně se měnil na zříceninu. Ta byla roku 1922 zakonzervována Družstvem pro záchranu hradu Košumberka, kterému jej v témže roce daroval vlastník košumberského panství - kníže z Thurn-Taxisů. Nyní stojí torzo čtvercové věže, část zdí paláce, brána a zbytky opevnění. V areálu je renesanční budova purkrabství, kde bylo zřízeno hradní muzeum a odkud jsou prováděny prohlídky s průvodcem.
V letech 1868 a 1869 se zde konaly tábory lidu k uctění Jana Husa..

## Přístup
Hrad je dostupný pěšky z města Luže chodníkem přes park léčebny (asi 1,5 km) nebo autem silnicí od Luže směrem na obec Bílý Kůň, zaparkovat lze přímo u hradu. Autobusové spojení je z Chrudimi, Vysokého Mýta i Skutče(v pracovní dny), nejbližší zastávka vlaku je ve Skutči, vzdálené 8 km (trať 261). Nově je z jižní strany hrad Košumberk zpřístupněn dřevěnou bezbariérovou lávkou.
V roce 2017 si zříceninu hradu prohlédlo 9 604 návštěvníků.

## Galerie

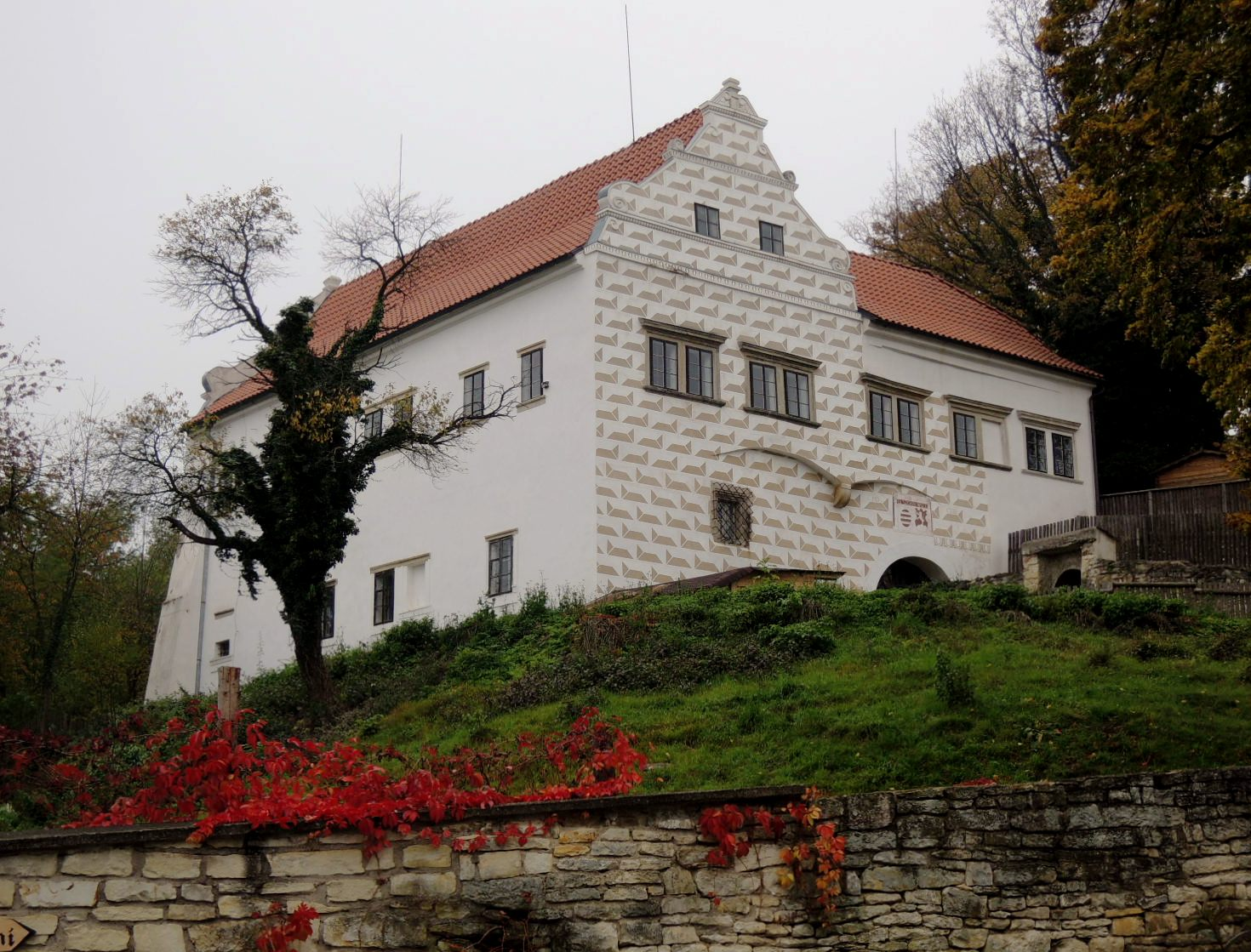
Purkrabství od východu
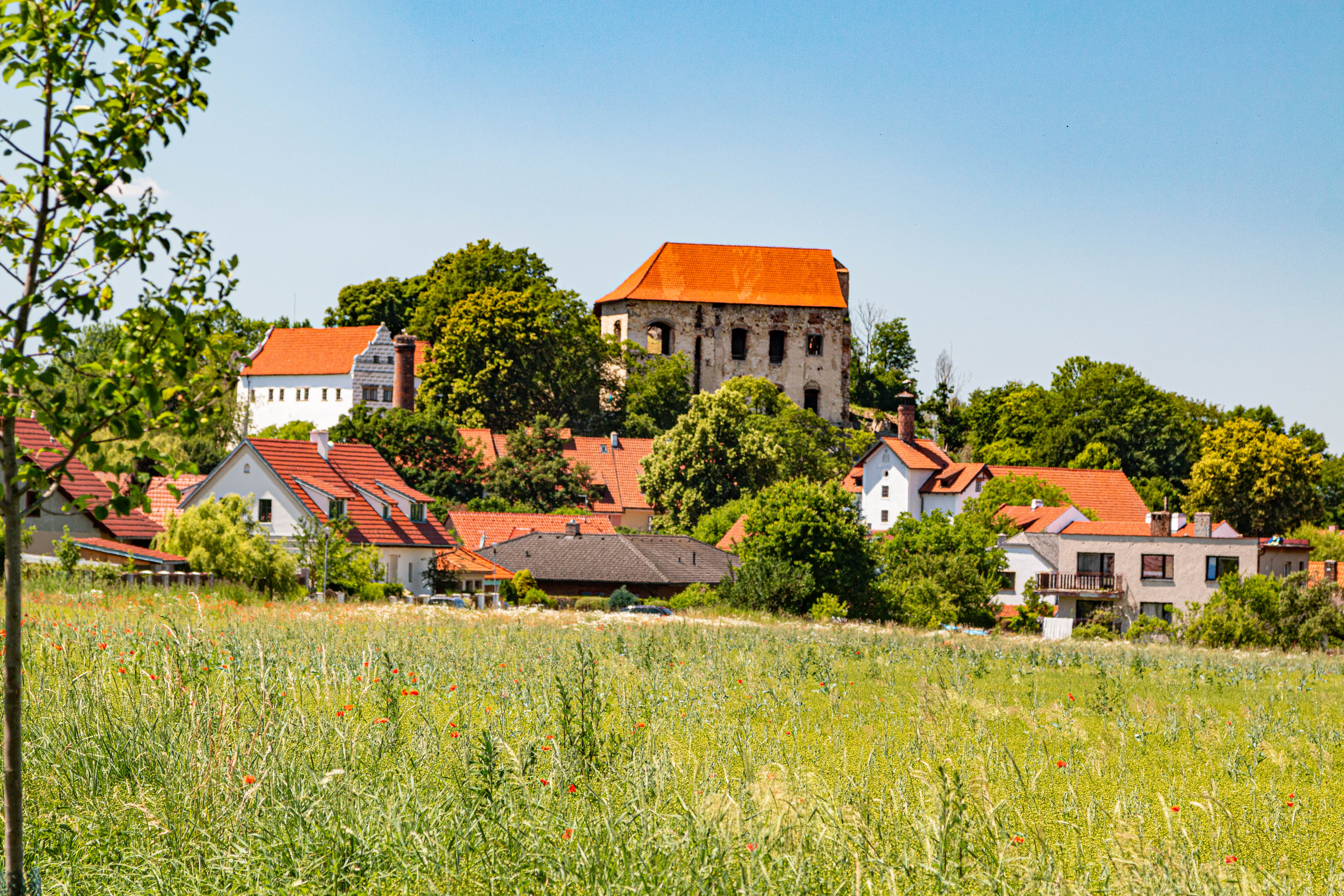
Zřícenina hradu Košumberk, pohled od Luže
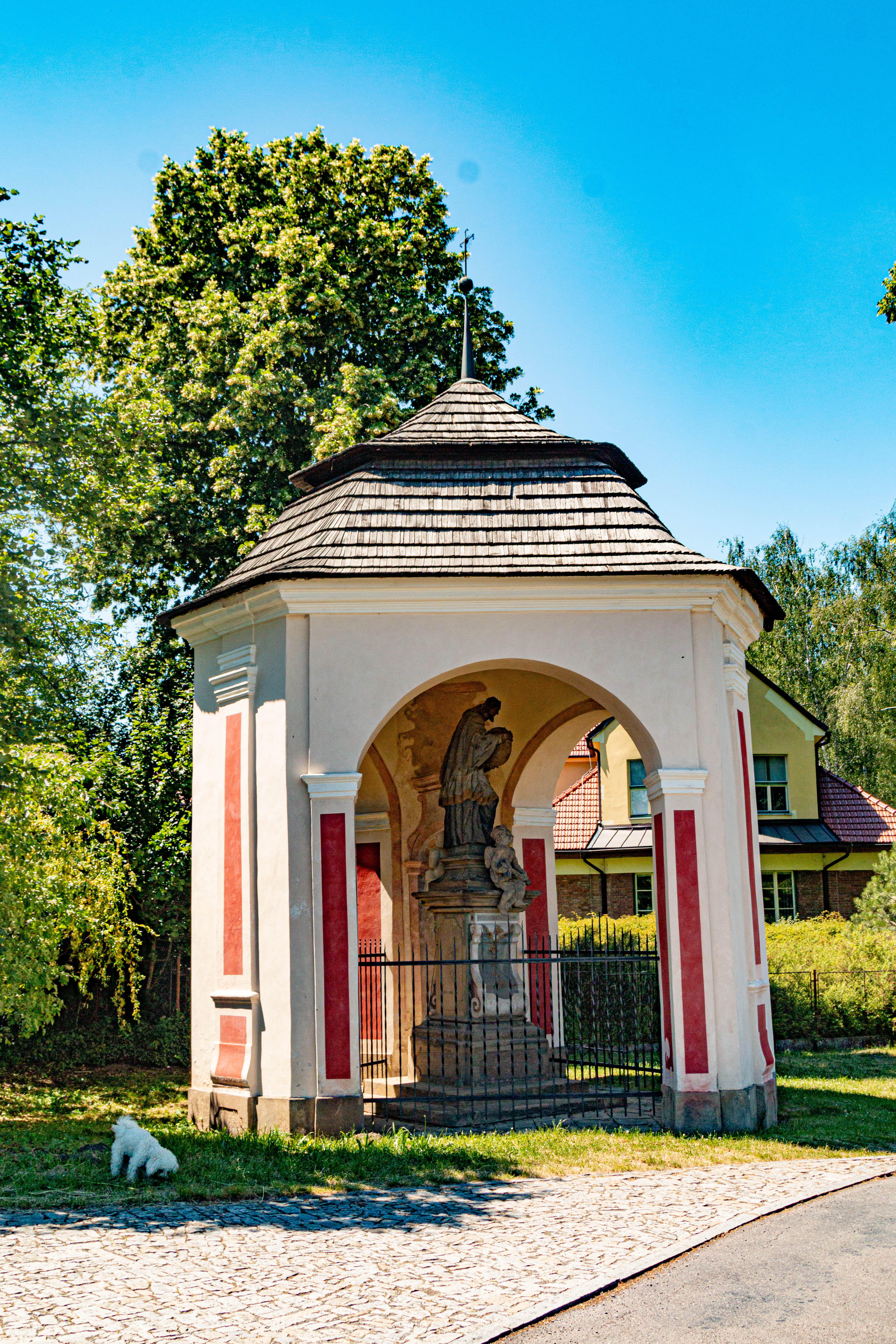
Kaple sv. Jana Nepomuckého pod hradem Košumberk
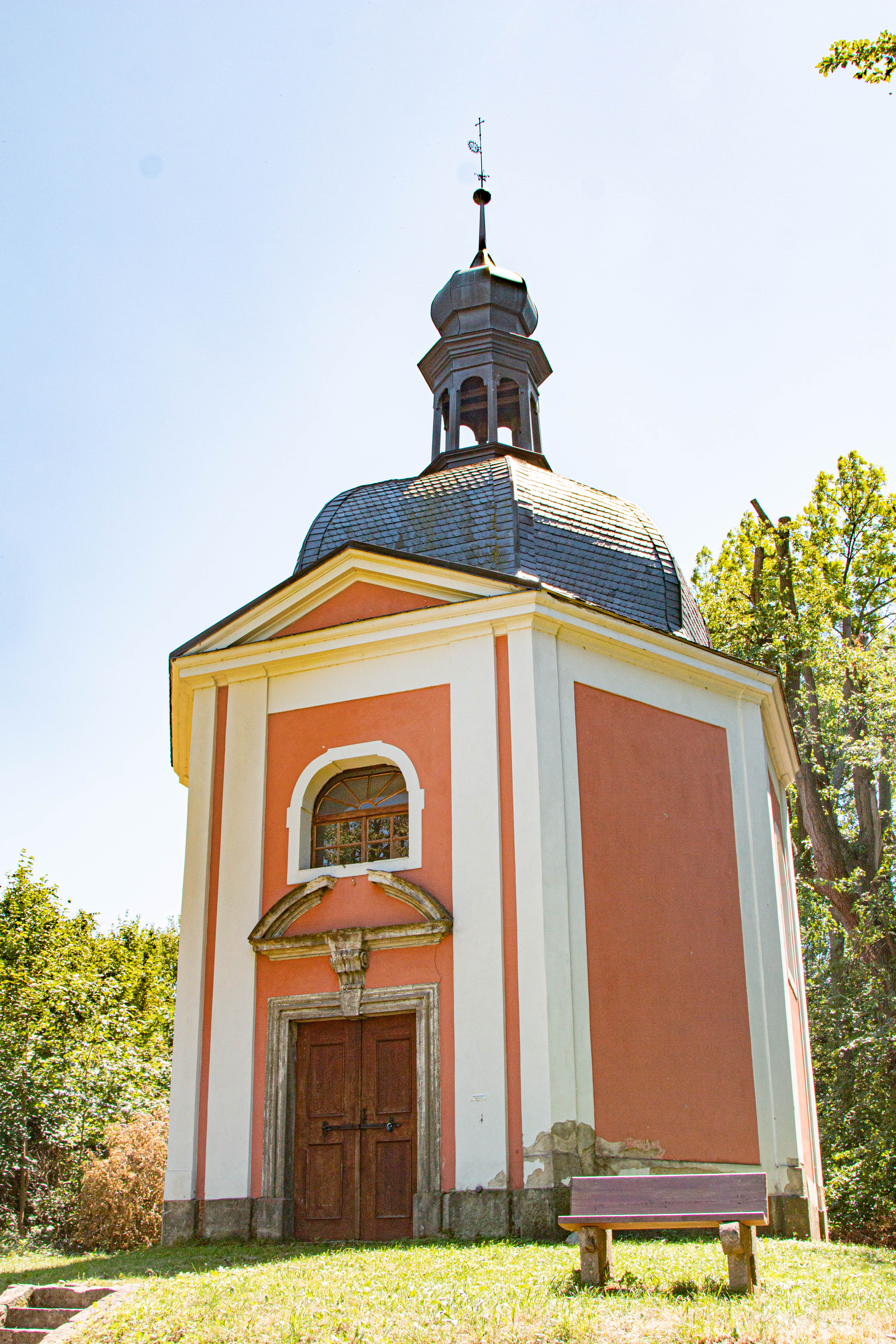
Paletínská kaple u Košumberku

## Zajímavosti
- Na hradě se vzdělával Albrecht z Valdštejna.
- Hrad byl dějištěm románu Aloise Jiráska V cizích službách.
- Konaly se zde festivaly folkové a rockové hudby.
- Pod hradem je mohutný javor klen.
- Dějiště románu Jiřího Šotoly Tovaryšstvo Ježíšovo